# Chiesa di San Prosdocimo (Castelbaldo)
La chiesa di San Prosdocimo è la parrocchiale di Castelbaldo, in provincia e diocesi di Padova; fa parte del vicariato di Montagnana-Merlara.

## Storia
Si sa che, nel 1294, fu edificata una chiesa a servizio dei fedeli e della fortezza di Castelbaldo. Questa chiesa, consacrata appena nel 1413, venne demolita nel XVIII secolo per far posto a quella nuova. L'attuale parrocchiale venne edificata a partire dal 20 ottobre 1783; fu consacrata l'8 ottobre 1932.

## Descrizione

### Interno
Opere di pregio custodite all'interno della chiesa di San Prosdocimo di Castelbaldo sono una pala raffigurante una Madonna del Carmine e anime del Purgatorio, dipinta nel XVII secolo da Luca Ferrari, l'ottocentesca balaustra in marmo rosso di bottega veneta con scolpita l'immagine di San Prosdocimo ed un paliotto risalente al XVII secolo con, al centro, un bassorilievo in marmo raffigurante la Madonna della Misericordia.